# Рача (станция)
Рача — грузовая промежуточная железнодорожная станция Коростенской дирекции Юго-Западной железной дороги на линии Чернигов—Овруч, расположенный в селе Радча. Название связано с селом Радча.

## История
Станция была открыта в 1930 году в составе ж/д линии Чернигов—Овруч. Изначально была грузопассажирской: на станции осуществлялись продажа билетов на поезда местного и дальнего следования, приём и выдача грузов на подъездных путях. По состоянию местности на 1986 год: на топографической карте лист М-35-023 станция обозначена.

## Общие сведения
Станция представлена одной боковой и одной островной платформами. Имеет 2 пути.

## Пассажирское сообщение
Пассажирское сообщение станцией не осуществляется.